# Rohrbach (Osterbach)
Der Rohrbach ist ein vier Kilometer langer rechter und südöstlicher Zufluss des Osterbaches.

## Geographie

### Verlauf
Der Rohrbach entspringt im zentralen Odenwald am Fuß der Berge des Buntsandstein-Odenwalds in einem Mischwald westlich des Lärmfeuer (501,7 m) auf einer Höhe von etwa 389 m. Er fließt durch den Vorderen Odenwald nach Norden ab, zunächst rechts an der Roten Kandel vorbei und bewegt sich dann am westlichen Rande der Waldflur Röhrich entlang. Er durchquert Reichelsheim-Rohrbach und wendet sich danach nach Nordwesten. Er läuft nun durch eine Wiesenlandschaft rechts am Roten Berg (238,2 m) und dann am Stickelberg (337,6 m) vorbei und mündet schließlich bei Reichelsheim-Unter-Ostern auf einer Höhe von etwa 248 m in den Osterbach.

### Flusssystem Gersprenz
- Fließgewässer im Flusssystem Gersprenz

## Naturschutz
Der Bachlauf und beidseitig je 10 Meter Seitenstreifen sind Teil des Natura2000-Schutzgebiets „Oberläufe der Gersprenz“ (FFH-Gebiet DE 6319-302).
Westlich vom Röhrich und östlich von Erzbach fließt der Rohrbach durch das Naturschutzgebiet „Stollwiese bei Erzbach“.